# Mindre rovbärfis
Mindre rovbärfis (Rhacognathus punctatus) är en insektsart som först beskrevs av Carl von Linné 1758.  Mindre rovbärfis ingår i släktet Rhacognathus och familjen bärfisar. Arten är reproducerande i Sverige. Inga underarter finns listade i Catalogue of Life.

## Bildgalleri

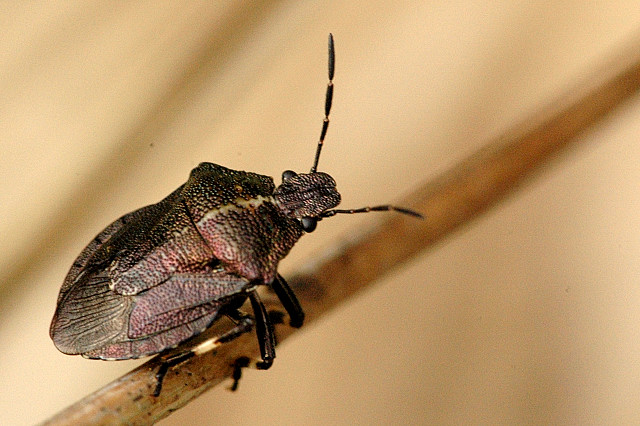
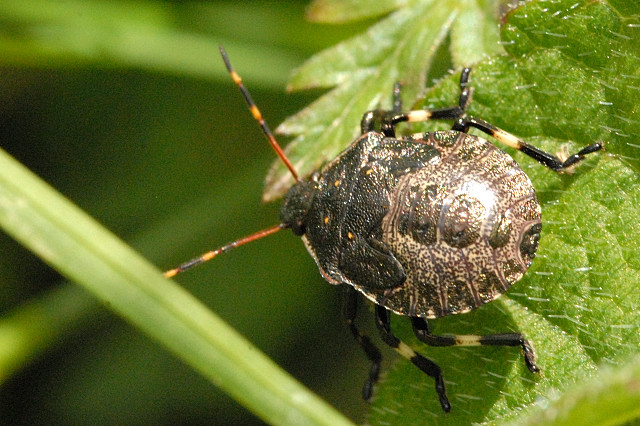